# Adalberó d'Estíria
Adalberó d'Estíria (m. ca. 1086) fou marcgravi d'Estíria del 1064 al 1082. Va succeir al seu pare Ottokar I d'Estíria.
En la querella de les Investidures va estar al costat de l'Emperador el que el va enfrontar amb el seu germà petit Ottokar que era favorable al Papa. El 1082 Aldaberó fou assassinat i Ottokar es va proclamar marcgravi.